# Седативные средства
Седати́вные сре́дства (через фр. sédatif от лат. sedatio «успокоение»), или психоле́птики, — химически разнородная группа лекарственных веществ растительного или синтетического происхождения, вызывающих успокоение или уменьшение эмоционального напряжения без снотворного эффекта (в то же время облегчают наступление естественного сна и углубляют его).
По сравнению с современными транквилизаторами, особенно бензодиазепинами, седативные средства оказывают менее выраженный успокаивающий и антифобический эффект, не вызывая миорелаксации и атаксии. Однако хорошая переносимость, отсутствие серьёзных побочных эффектов позволяют пользоваться ими в повседневной амбулаторной практике, особенно при лечении больных пожилого и старческого возраста.
Чаще всего в качестве седативных используют средства растительного происхождения: препараты валерианы, пустырника, мяты. Широко используют бромиды.
Кроме того, в качестве седативных средств используют некоторые снотворные средства в небольших дозах, например барбитураты. Длительное применение снотворных средств в качестве седативных средств не рекомендуется.

## Седативные препараты в стоматологии
Седативные препараты, которые, зачастую, применяются в сочетании с местной анестезией, используются при проведении ряда медицинских процедур, например, в стоматологии. При этом пациент находится в сознании и сохраняет все жизненно важные рефлексы. Эту альтернативу глубокому наркозу можно использовать в случае наличия дентофобии у пациента.